# Bo (parashah)
Bo (ebraico: בֹּא — tradotto in italiano esprime la forma imperativa di comando, equivalente a "vai" o "vieni", incipit e parola che Dio pronuncia in questa parashah, in Esodo 10:1) quindicesima porzione settimanale della Torah (ebr. פָּרָשָׁה – parashah o anche parsha/parscià) nel ciclo annuale ebraico di letture bibliche dal Pentateuco, terza nel Libro dell'Esodo. Rappresenta il passo 10:1-13:16 di Esodo, che gli ebrei leggono durante il quindicesimo Shabbat dopo Simchat Torah, generalmente in gennaio o nei primi di febbraio.
La parashah narra l'episodio delle ultime tre piaghe d'Egitto.
In Pesach gli ebrei leggono anche parte della parashah, Esodo 12:21-51, quale lettura iniziale della Torah per il primo giorno di Pesach, e un'altra parte, Esodo 13:1-16, quale parte iniziale della Torah per il primo giorno intermedio (Chol haMoed) di Pesach, Festival ritenuto infatti uno tra i Capodanno ebraici. Gli ebrei leggono anche un'altra parte della parashah, Esodo 12:1-20, che descrive le leggi di Pesach, quale lettura biblica del maftir per lo speciale Shabbat haChodesh, che cade nel Rosh Chodesh di Nisan, mese in cui gli ebrei celebrano la Pesach.

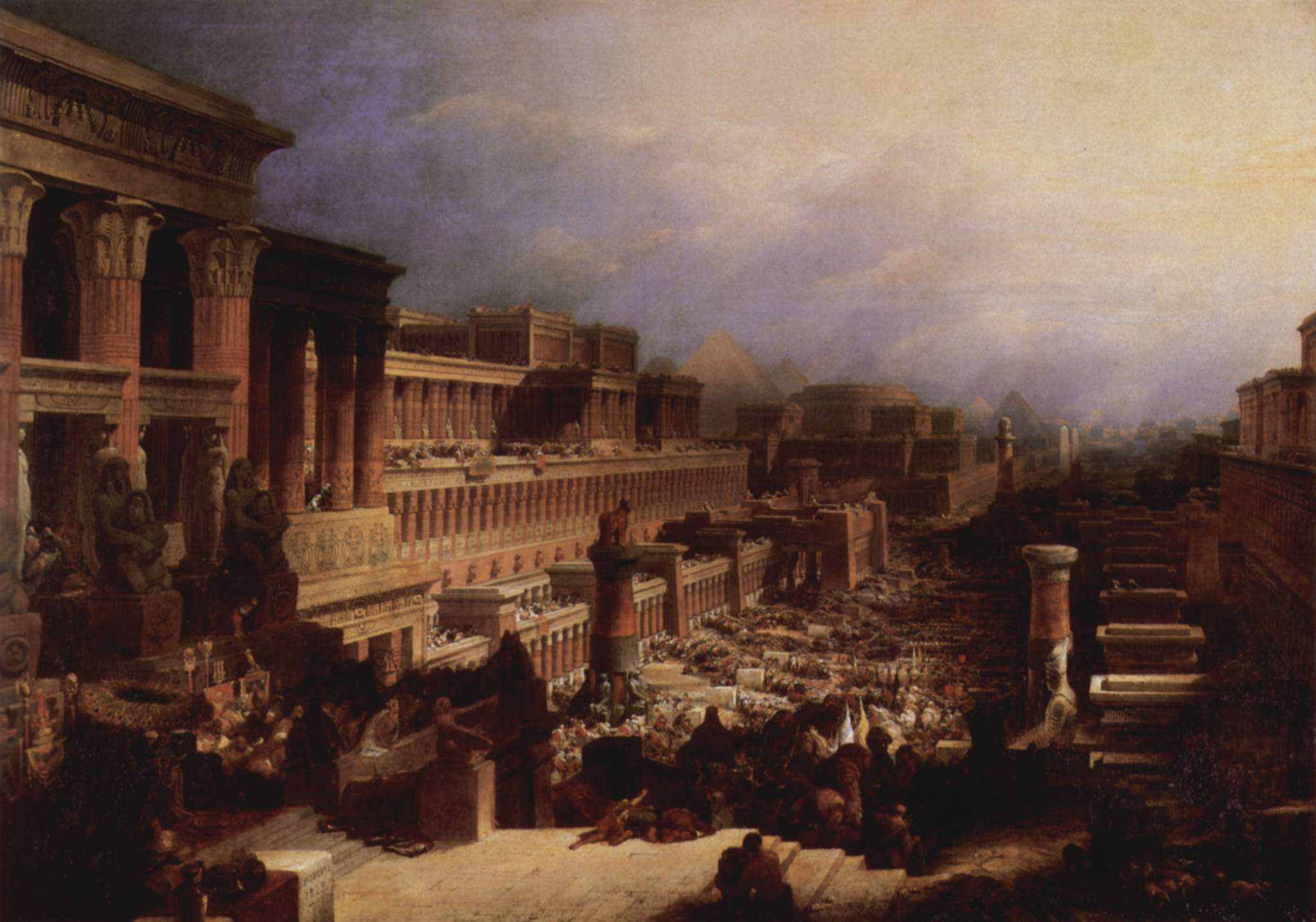
L'Esodo degli Israeliti dall'Egitto (dipinto di David Roberts del 1830)

## Antichi paralleli

### Esodo capitolo 12
Il comando di applicare del sangue sull'architrave e sugli stipiti in Esodo 12:22 con del sangue, del Korban, spalmato sugli stipiti e probabilmente anche sull'architrave o le porte (non chiaro se all'interno o anche o solo all'esterno delle porte), che Dio vedendo non ne colpì le abitazioni, riporta in ricordo di questa salvazione all'affissione delle Mezuzot.

## Interpretazione intrabiblica
La parasha ha paralleli o viene discussa nelle seguenti fonti bibliche:

### Esodo capitoli 7–12
La descrizione delle 10 piaghe presenta schemi e progressioni come segue:
| Ciclo   | Numero | Piaga                   | Versetti                                   | Ci fu preavviso? | Tempo dell'avvertimento | Introduzione                                   | Attore | Bastone? | Israeliti protetti? | Faraone cedette? | Chi indurì il cuore di Faraone? |
| ------- | ------ | ----------------------- | ------------------------------------------ | ---------------- | ----------------------- | ---------------------------------------------- | ------ | -------- | ------------------- | ---------------- | ------------------------------- |
| Primo   | 1      | sangue                  | 7:14-25                                    | sì               | al mattino              | in ebraico לֵךְ אֶל-פַּרְעֹה‎? Va da Faraone           | Aronne | sì       | no                  | no               | voce passiva                    |
| Primo   | 2      | rane                    | Esodo 7:26-8:11 (8:1-15 in altre versioni) | sì               | ignoto                  | in ebraico בֹּא אֶל-פַּרְעֹה‎? Va da Faraone           | Aronne | sì       | no                  | sì               | voce passiva                    |
| Primo   | 3      | zanzare o pidocchi      | Esodo 8:12-15 (8:16-19 in altre versioni)  | no               | nessuno                 | nessuno                                        | Aronne | sì       | no                  | no               | voce passiva                    |
| Secondo | 4      | mosconi o bestie feroci | Esodo 8:16-28 (8:20-32 in altre versioni)  | sì               | di primo mattino        | in ebraico וְהִתְיַצֵּב לִפְנֵי פַרְעֹה‎? davanti a Faraone | Dio    | no       | sì                  | sì               | Faraone                         |
| Secondo | 5      | bestiame                | Esodo 9:1-7                                | sì               | ignoto                  | in ebraico בֹּא אֶל-פַּרְעֹה‎? Va da Faraone           | Dio    | no       | sì                  | no               | Faraone                         |
| Secondo | 6      | ulcere con pustole      | Esodo 9:8-12                               | no               | nessuno                 | nessuno                                        | Mosè   | no       | no                  | no               | Dio                             |
| Terzo   | 7      | grandine                | Esodo 9:13-35                              | sì               | di primo mattino        | in ebraico וְהִתְיַצֵּב לִפְנֵי פַרְעֹה‎? davanti a Faraone | Mosè   | no       | sì                  | sì               | voce passiva                    |
| Terzo   | 8      | locuste                 | Esodo 10:1-20                              | sì               | ignoto                  | in ebraico בֹּא אֶל-פַּרְעֹה‎? va da Faraone           | Mosè   | sì       | no                  | sì               | Dio                             |
| Terzo   | 9      | tenebre                 | Esodo 10:21-29                             | no               | nessuno                 | nessuno                                        | Mosè   | sì       | sì                  | sì               | Dio                             |
|         | 10     | primogenito             | Esodo 11:1-10 12:29-32                     | sì               | ignoto                  | nessuno                                        | Dio    | no       | sì                  | sì               | Dio                             |

"La traduzione dall'ebraico nelle altre lingue, anche attuali e "moderne", e quindi l'esegesi ebraica sono per alcune di queste talvolta congetturali"
Salmi 78:44-51 e Salmi 105:23-38 raccontano rispettivamente ordinamenti diversi delle sette piaghe. Salmi 78:44-51 ricorda le piaghe di (1) sangue, (2) mosconi, (3) rane, (4) locuste, (5) grandine, (6) bestiame e (7) primogeniti, ma non le piaghe delle zanzare, pustole o tenebre. Salmi 105:23-38 ricorda le piaghe di (1) tenebre, (2) sangue, (3) rane, (4) mosconi e pidocchi, (5) grandine, (6) locuste e (7) primogeniti, ma non le piaghe del bestiame o delle pustole.

## Haftarah
La haftarah della parashah è Geremia 46:13-28.

### Collegamenti alla Parashah
Sia la parashah che la haftarah descrivono il giudizio di Dio contro l'Egitto. La parashah riporta che Dio disse a Mosè di andare (bo’) dal Faraone; la haftarah riporta la parola di Dio che Nabucodonosor sarebbe venuto (la-vo’) dal Faraone. Entrambe narrano di una piaga di locuste — letteralmente nella, figurativamente nella haftarah. Sia la parashah che la haftarah raccontano la punizione divina degli dèi d'Egitto. Entrambe descrivono la liberazione finale degli Israeliti dalla cattività.

## Riferimenti
La parashah ha paralleli o viene discussa nelle seguenti fonti (EN, HE, IT, YI) :

### Biblici
- Genesi 7:12-23[32] (distruzione divina mediante diluvio); Genesi 15:14[33] (lasciare l'Egitto con della ricchezza); Genesi 19:23-29[34] (distruzione divina di Sodoma e Gomorra).
- Esodo 1:22[35] (commando di uccidere i figli); Esodo 4:21[36] (indurimento di cuore del Faraone); Esodo 7:3[37] (indurimento di cuore del Faraone); Esodo 9:12[38] (indurimento di cuore del Faraone); Esodo 14:4[39] (indurimento di cuore del Faraone); Esodo 14:8[40] (indurimento di cuore del Faraone); Esodo 22:28-29[41] (primogenito); Esodo 23:15[42] (Pesach); Esodo 34:25[43] (Pesach).
- Levitico 14:4-6[44], 49–52 Archiviato il 15 aprile 2022 in Internet Archive. (issopo); Levitico 23:4-8[45] (Pesach).
- Numeri 3:11-13[46] (primogenito); Numeri 9:1-14[47] (Pesach); Numeri 18:15-18[48] (primogenito); Numeri 19:6[49], 18 (issopo); Numeri 28:16-25[50] (Pesach).
- Deuteronomio 2:30[51] (indurimento di cuore); Deuteronomio 15:7[52] (indurimento di cuore); Deuteronomio 15:13-14[53] (doni agli schiavi liberati); Deuteronomio 15:19-23[54] (primogenito); Deuteronomio 16:1-8[55] (Pesach).
- Giosuè 2:18-21[56] (distruzione di tutti meno quelli col marchio rosso sulla abitazione); Giosuè 11:20[57] (indurimento di cuore).
- Geremia 31:8[58] (primogenito).
- Ezechiele 9:4-6[59] (uccisione di quelli senza marchio).
- Gioele 2:2[60] (tenebre).
- Salmi 51:9[61] (“Purificami con l'issopo”); Salmi 78:44-51[62] (piaghe); Salmi 105:23-38[63] (piaghe); Salmi 119:62[64] (mezzanotte).
- Giobbe 34:20[65] (mezzanotte).

### Non rabbinici
- Lettera di Pesach, Elefantina, 419–418 a.e.v. Ristampata (EN)  su The Context of Scripture, Volume III: Archival Documents from the Biblical World, 116–17. Curato da William W. Hallo. New York: Brill, 2002. ISBN 90-04-10620-0.
- Ezechiele il Drammaturgo. Exagōgē. Grecia, II sec. a.e.v. Trad. di R.G. Robertson. In The Old Testament Pseudepigrapha: Volume 2: Expansions of the “Old Testament” and Legends, Wisdom and Philosophical Literature, Prayers, Psalms, and Odes, Fragments of Lost Judeo-Hellenistic works. Curato da James H. Charlesworth, pp. 814–17. New York: Anchor Bible, 1985. ISBN 0-385-18813-7.
- Libro della Sapienza 17:1–20. Alessandria d'Egitto, II-I secc. a.e.v.
- Lettera ai Romani 9:14-18[66]. I secolo. (indurimento di cuore del Faraone).
- Lettera agli Ebrei 9:19[67] (issopo); 11:28[68] (Pesach). Tardo I secolo.
- Vangelo di Marco 14:12-26[69] (Pesach). Circa 70 e.v.
- Vangelo di Matteo 26:17-30[70] (Pesach). Circa 70–100 e.v.

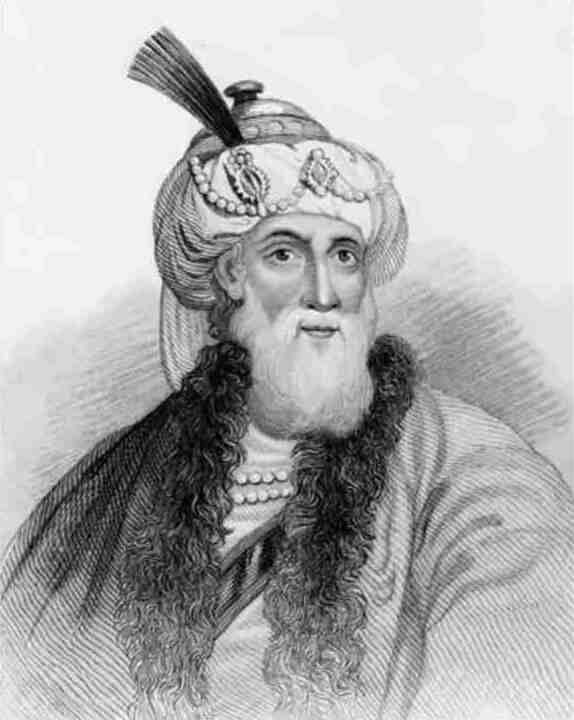
Flavio Giuseppe

- Flavio Giuseppe. Guerra giudaica, 5:9:4. Circa 75 e.v. Rist. su The Works of Josephus: Complete and Unabridged, New Updated Edition. Trad. William Whiston, 716. Peabody, Mass.: Hendrickson Pub., 1987. ISBN 0-913573-86-8.
- Vangelo di Luca 22:14-20[71] (Pesach). Circa 80–150 e.v.
- Flavio Giuseppe, Antichità giudaiche 2:14:4 Archiviato il 9 agosto 2012 in Internet Archive.–2:15:1. Archiviato il 9 agosto 2012 in Internet Archive. Circa 93–94. Rist. The Works of Josephus: Complete and Unabridged, New Updated Edition. Trad. William Whiston, pp. 73–74. Peabody, Mass.: Hendrickson Pub., 1987. ISBN 0-913573-86-8.
- Apocalisse 17:17[72]. Tardo I secolo. (cambiamento di cuore per i fini divini).
- Vangelo di Giovanni 19:29[73] (issopo); 19:36[74] ("Non gli sarà spezzato alcun osso").

### Rabbinici classici
- Mishnah: Challah 1:2, 4:9; Orlah 3:3; Bikkurim 2:9; Pesachim 1:1–10:9; Beitzah 1:1–5:7; Megillah 3:4; Avodah Zarah 5:9; Zevahim 3:6; Menachot 3:7; Bekhorot 1:1–6:12, 8:1; Keritot 1:1. III secolo. Rist. (EN)  su The Mishnah: A New Translation. Trad. di Jacob Neusner, 148, 157, 165, 171, 229–51, 291–99, 321, 672, 705, 739, 787–800, 803, 836. New Haven: Yale University Press, 1988. ISBN 0-300-05022-4.
- Tosefta: Terumot 10:7; Challah 2:9; Pisha (Pesachim) 1:1–10:13; Sukkah 2:1; Yom Tov (Beitzah) 1:4–5; Rosh Hashanah 1:1, 3; Megillah 3:4; Sotah 4:5; Makkot 4:1; Zevachim 1:1; Menachot 8:28; Bekhorot 1:1–7:15. III-IV secolo. Rist. su The Tosefta: Translated from the Hebrew, with a New Introduction. Trad. Jacob Neusner, 198, 339, 471–522, 572, 585–86, 605, 645, 846, 1208–09, 1308, 1445, 1469–94. Peabody, Mass.: Hendrickson Pub., 2002. ISBN 1-56563-642-2.
- Talmud gerosolimitano: Berakhot 9a, 21b, 37a, 61a; Challah 49a; Orlah 35a; Pesachim 1a–86a; Yoma 2a; Beitzah 1a–49b; Rosh Hashanah 1b, 6a, 11a, 17b–18a; Megillah 14b, 17b, 21a–b, 29b; Sanhedrin 11b, 13a, 31a–b. Terra d'Israele, circa 400 e.v. Rist. su Talmud Yerushalmi. Cur. da Chaim Malinowitz, Yisroel Simcha Schorr, e Mordechai Marcus, voll. 1–2, 11–12, 18–19, 21, 23–24, 26. Brooklyn: Mesorah Publications, 2005–2012.
- Mekhilta of Rabbi Ishmael: Pisha 1:1–18:2. Terra d'Israele, tardo IV secolo. Rist. su Mekhilta According to Rabbi Ishmael. Trad. (EN)  di Jacob Neusner, 1:1–119. Atlanta: Scholars Press, 1988. ISBN 1-55540-237-2.

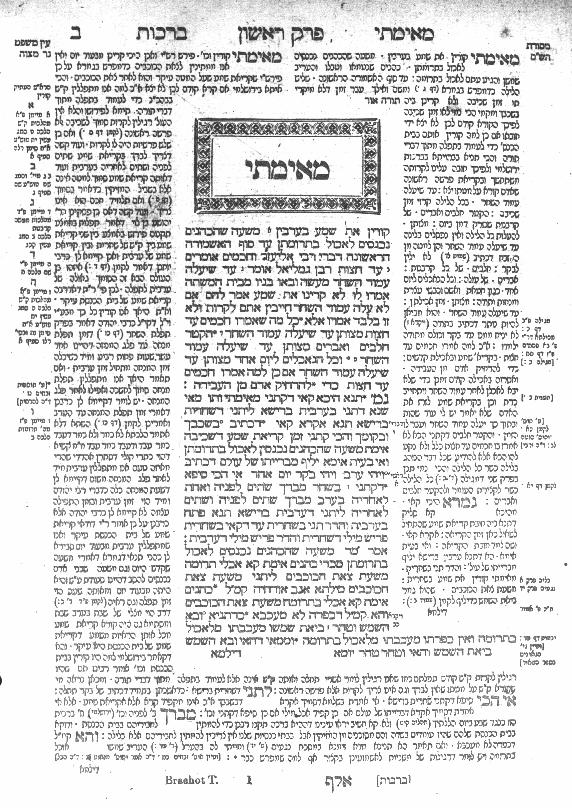
Talmud

- Talmud babilonese: Berakhot 3b–4a, 9a–b, 10b, 37a, 38b, 56a–b; Shabbat 24b–25a, 28b, 60b, 87a, 108a, 114b, 133a, 147b; Eruvin 23a, 27a, 96a; Pesachim 2a–121b; Yoma 36a, 49b, 51a, 79b; Sukkah 11b, 13a, 27a, 29a, 33a, 42b; Beitzah 2a–b, 7b, 12b, 20b–21a, 22a, 28b, 32b; Rosh Hashanah 4b, 7a, 8b, 11b, 20a, 22a, 25b; Taanit 7a; Megillah 5a, 6b, 7b, 21a, 29a, 30a, 31a; Chagigah 7b, 10b, 16b–17a; Yevamot 5b, 40a, 46a, 48a, 62a, 70a–71a, 72a, 74a; Ketubot 7a, 102a; Nedarim 25a, 36a; Nazir 7a, 23a; Gittin 10a, 25a, 38a; Kiddushin 6b, 29a, 34a, 35a, 37a–b, 41b–42a, 57b, 72b, 76a; Bava Kamma 13a, 37b, 41a, 50b, 54a–b, 60a, 63a, 64a, 76b, 78a, 110b; Bava Metzia 6b, 42a, 115b; Bava Batra 97b, 118b; Sanhedrin 4b, 12b, 18a, 36a, 42a, 48b, 63a, 91a; Makkot 4b, 8b, 11a, 13a–b, 15a, 16a, 17a–b, 21b–22a; Shevuot 3b; Avodah Zarah 24a, 27a, 74a; Zevachim 7a–b, 9a, 10b–12a, 23a, 25b, 36a, 37b, 57b, 91a, 102a, 106b, 116a; Menachot 28a, 29a–b, 34a–b, 36b–37a, 42b, 47b, 49b, 53a, 66a, 67a, 82b, 83b, 98a; Chullin 11a, 17b, 68a, 69b–70a, 74b, 78b, 82b, 91a, 115a, 120a, 129a, 133b–34a, 136b, 141b; Bekhorot 2a–61a; Arakhin 8b, 13b, 18a–b, 19b, 24b; Temurah 4b, 5b, 18b, 30b; Keritot 2a, 4a, 28a; Meilah 13a. Babilonia, VI secolo. Ristampato in (EN)  su Talmud Bavli. Cur. da Yisroel Simcha Schorr, Chaim Malinowitz, e Mordechai Marcus, 72 voll. Brooklyn: Mesorah Pubs., 2006.

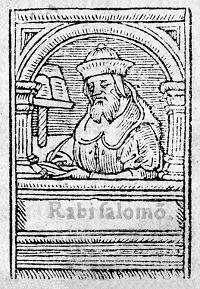
Rashi

### Medievali
- Esodo Rabbah 13:1–19:8. X secolo. Rist. su Midrash Rabbah: Exodus. Trad. (EN)  di S. M. Lehrman. Londra: Soncino Press, 1939. ISBN 0-900689-38-2.
- Rashi. Commentario. Exodus 10–13. Troyes, Francia, tardo XI secolo. Rist. su Rashi, The Torah: With Rashi's Commentary Translated, Annotated, and Elucidated. Trad. e note di Yisrael Isser Zvi Herczeg, 2:91–141. Brooklyn: Mesorah Publications, 1994. ISBN 0-89906-027-7.
- Yehuda Halevi. Kuzari. 2:80; 3:35. Toledo, Spagna, 1130–1140. Rist. su Jehuda Halevi. Kuzari: An Argument for the Faith of Israel. Introd. di Henry Slonimsky, 132, 166. New York: Schocken, 1964. ISBN 0-8052-0075-4.
- Zohar 2:32b–44a.[collegamento interrotto] Spagna, tardo XIII secolo.

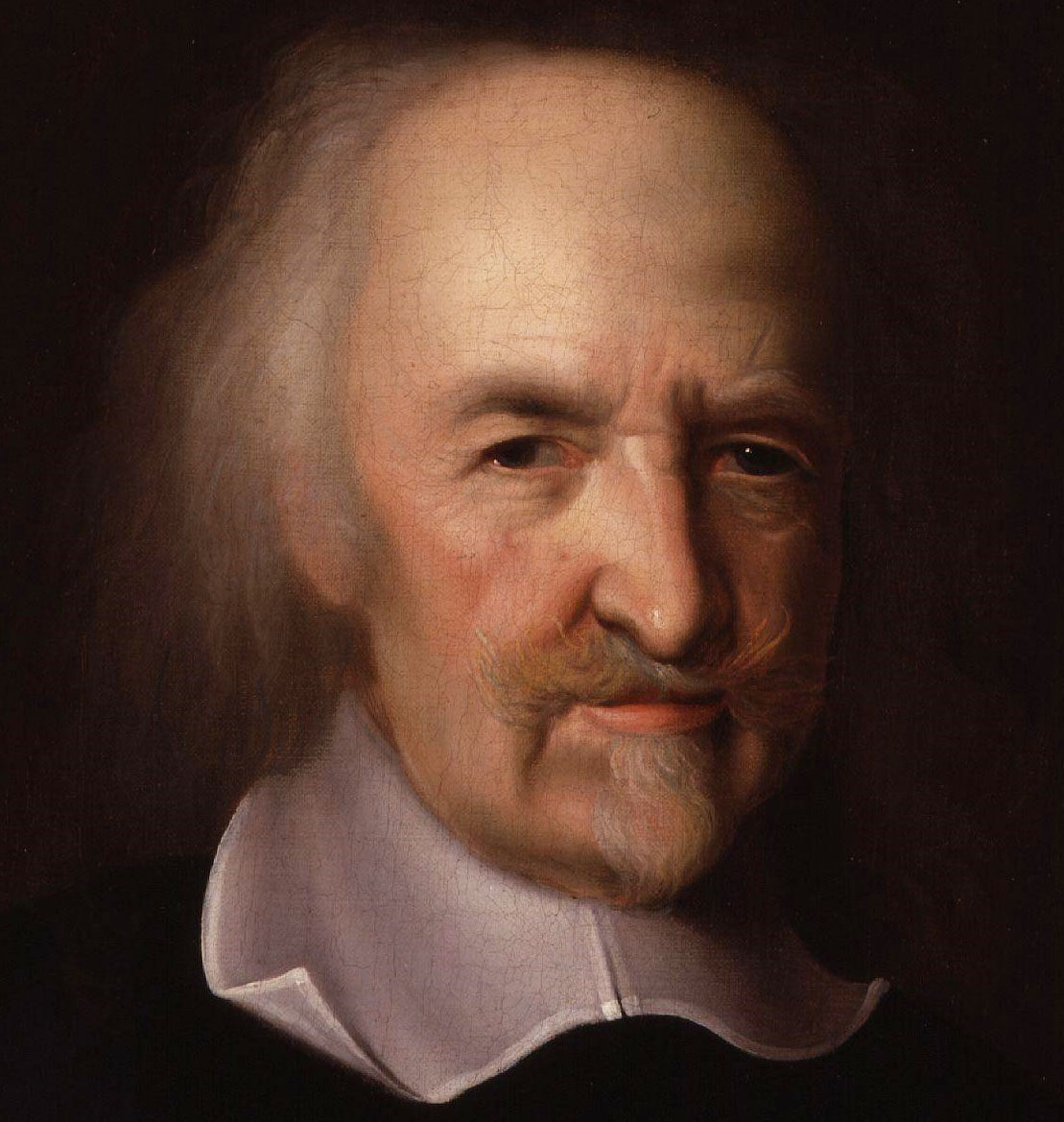
Thomas Hobbes

### Moderni
- Thomas Hobbes. Leviatano, 3:38. Inghilterra, 1651. Rist. curata da C. B. Macpherson, 487. Harmondsworth, England: Penguin Classics, 1982. ISBN 0-14-043195-0.
- Henry Wadsworth Longfellow The Jewish Cemetery at Newport . Boston, 1854. Rist. su Harold Bloom. American Religious Poems, pp. 80–81. New York: Library of America, 2006. ISBN 978-1-931082-74-7.
- A. M. Klein. Concerning Four Strange Sons. Circa 1937. Haggadah 1940. In The Collected Poems of A.M. Klein, 78–79, 143–46. Toronto: McGraw-Hill Ryerson, 1974. ISBN 0-07-077625-3.
- Thomas Mann. Giuseppe e i suoi fratelli. Trad. John E. Woods, 79, 384–86, 715, 788. New York: Alfred A. Knopf, 2005. ISBN 1-4000-4001-9. Originale (DE)  Joseph und seine Brüder. Stockholm: Bermann-Fischer Verlag, 1943.
- Dan Jacobson. “A Plague of Darkness.” In Gates to the New City: A Treasury of Modern Jewish Tales. Edited by Howard Schwartz, 157–60. New York: Avon, 1983. ISBN 0-380-81091-3. Nuova ed. Jason Aronson, 1991. ISBN 0-87668-849-0.
- Mayer Rabinowitz. “A Pesah Guide.” New York: Rabbinical Assembly, 1984. OH 453.1984.
- Ziony Zevit. “Three Ways to Look at the Ten Plagues: Were They Natural Disasters, a Demonstration of the Impotence of the Egyptian Gods or an Undoing of Creation?” Bible Review, 6 (3) (1990).
- Gerald Skolnik. “Should There Be a Special Ceremony in Recognition of a First-Born Female Child?” New York: Rabbinical Assembly, 1993. YD 305:1.1993. Rist. in Responsa: 1991–2000: The Committee on Jewish Law and Standards of the Conservative Movement. Cur. da Kassel Abelson & David J. Fine, 163–65 New York: Rabbinical Assembly, 2002. ISBN 0-916219-19-4.
- Aaron Wildavsky. Assimilation versus Separation: Joseph the Administrator and the Politics of Religion in Biblical Israel, 14. New Brunswick, N.J.: Transaction Publishers, 1993. ISBN 1-56000-081-3.
- Shimon Finkelman, Moshe Dov Stein, Moshe Lieber, Nosson Scherman. Pesach-Passover: Its Observance, Laws and Significance / A Presentation Based on Talmudic and Traditional Sources. Brooklyn: Mesorah Pubs., 1994. ISBN 0-89906-447-7.

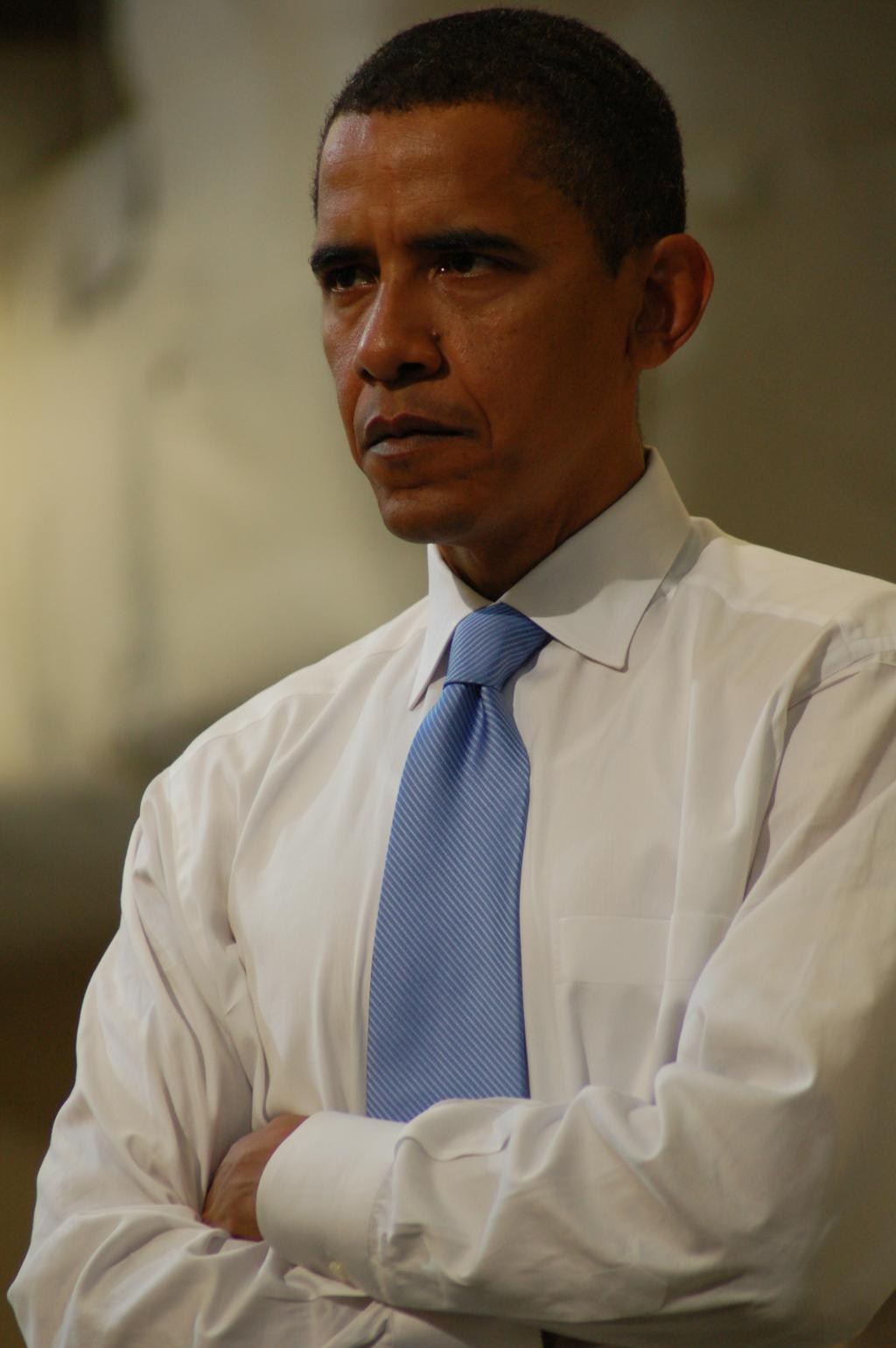
Barack Obama

- Barack Obama. Dreams from My Father, 294. New York: Three Rivers Press, 1995, 2004. ISBN 1-4000-8277-3. (Mosè e Faraone).
- Jacob Milgrom. “The Alien in Your Midst: Every Nation Has Its Ger: The Permanent Resident. The Torah Commands Us, First, Not To Oppress the Ger, and Then To Befriend and Love Him.” Bible Review, 11 (6) (1995).
- William H.C. Propp. Exodus 1–18, 2:290–461. New York: Anchor Bible, 1998. ISBN 0-385-14804-6.
- Martin Sicker. A Passover Seder Companion and Analytic Introduction to the Haggadah. New York: iUniverse, 2004. ISBN 0-595-31369-8.
- Diane Ackerman. The Zookeeper's Wife: A War Story, 181–82, 211. New York: W.W. Norton, 2007. ISBN 978-0-393-06172-7. (Pesach nel Ghetto di Varsavia).
- Suzanne A. Brody. “Pidyon HaBen.” In Dancing in the White Spaces: The Yearly Torah Cycle and More Poems, 77. Shelbyville, Kentucky: Wasteland Press, 2007. ISBN 1-60047-112-9.
- Esther Jungreis. Life Is a Test, 117. Brooklyn: Shaar Press, 2007. ISBN 1-4226-0609-0.
- Sam Ernst & Jim Dunn. “A Tale of Two Audreys.” In Haven (serie televisiva), stagione 2, episodio 1. Entertainment One, 2011. (trama con elemento delle piaghe).